# Stenandrium buntingii
Stenandrium buntingii är en akantusväxtart som först beskrevs av Spencer Le Marchant Moore, och fick sitt nu gällande namn av K. Vollesen. Stenandrium buntingii ingår i släktet Stenandrium och familjen akantusväxter. Inga underarter finns listade i Catalogue of Life.